# Мендес Флейтас, Эпифанио
Эпифанио Мендес Флейтас (исп. Epifanio Méndez Fleitas; 7 апреля 1917, Сан-Педро-дель-Парана, департамент Итапуа, Парагвай — 22 ноября 1985, Буэнос-Айрес, Аргентина) — парагвайский политик, музыкант, писатель и поэт, дважды становившийся президентом Центрального банка Парагвая: в 1952—1954 годах и 1955 году. Участвовал в перевороте Альфредо Стресснера, но вскоре разошёлся с его диктатурой и навсегда покинул страну, участвуя в эмигрантской оппозиции. Приходился дядей будущему президенту Фернандо Луго.

## Биография
Образование начал в своём родном Сан-Педро-дель-Парана, а затем переехал в Вильяррику, где и начал писательскую деятельность с написания своих первых эссе. Поступил изучать право, но не завершил учёбу, поскольку занялся политической деятельностью: после вступления в партию Колорадо он получал различные посты, был назначен сначала начальником полиции Асунсьона, а затем президентом Центрального банка Парагвая.
В мае 1954 года Мендес Флейтас поддержал государственный переворот Альфредо Стресснера против президента Федерико Чавеса, который ранее уволил Мендеса с должности президента Центрального банка. Таким образом, Мендес вернул свою прежнюю должность в банке, а также стал директором газеты La Unión, превратившейся в важнейший проправительственный печатный орган. Впрочем, уже вскоре проявились серьёзные разногласия между гражданским крылом Мендеса и ультраправыми консервативными военными вокруг Стресснера.
Всё это время Мендес продолжал свою писательскую деятельность, писал стихи на испанском и гуарани с юных лет, сочинял музыку. Его сочинения публиковались во многих журналах. В 1939 году он опубликовал свою первую книгу «Bajo la verde arboleda». В 1953 году он сформировал группу под названием «Сан Солано» с Рейнальдо Меса, Барриосом-Эспинолой, Дамасио Эскивелем и Николасом Барриосом. В 1976 году, находясь в Буэнос-Айресе, они возродили группу. Он также был одним из основателей Ассоциации авторов Парагвая (Autores Paraguayos Asociados, APA). Он также способствовал распространению парагвайской музыки в Европ, таким образом вдохновив Луиса Альберто дель Парану и его друзей Агустина Барбосу и Диньо Гарсию на создание группы Los Paraguayos.

## В оппозиции
Судьба парагвайского политика изменилась, когда в сентябре 1955 года был свергнут президент Аргентины Хуан Доминго Перон — близкий друг Мендеса, на которого ориентировалось его крыло партии Колорадо. Перон первоначально эмигрировал в Парагвай, но Стресснер в конечном итоге вынудил его покинуть страну, и он перебрался в Венесуэлу. Близость Мендеса к Перону поставила его в ослабленное положение внутри парагвайской хунты, и Стресснер, опасаясь ожидавшегося переворота и стремясь изолировать потенциального политического соперника, назначил его послом в Испании в январе 1956 года.
Когда Мендес вернулся в марте, ему было отказано во въезде в Парагвай. Уехав в изгнание в Уругвай, он стал резким критиком режима и его репрессивных мер. В марте 1960 года в Ресистенсии (Аргентина) Мендес объединил свои силы с Народным движением Колорадо (МОПОКО) — ещё одной фракцией внутри партии Колорадо, выступающей против Стресснера и в основном находящейся в изгнании.
Пребывая за пределами страны, Мендес пытался использовать контакты внутри партии Колорадо, чтобы агитировать за смену правительства. На его сторонников ориентировался профсоюзный центр Конфедерация трудящихся Парагвая, организовавший первую общенациональную забастовку 1958 года, подавленную репрессиями. В 1962—1963 годах министр внутренних дел Эдгар Инсфран обвинил некоторых военнослужащих в том, что они являются последователями Мендеса, и подверг их жестоким чисткам.
В 1973 году пути МОПОКО и Эпифанио Мендеса Флейтаса разошлись, поскольку последний основал новую диссидентскую группу, Национальную республиканскую ассоциацию в изгнании и сопротивлении (ANRER). В 1978 году под давлением правительства Аргентины он был выслан из Уругвая и уехал в США. После падения аргентинской военной хунты в июне 1984 года ему разрешили въезд в Аргентину. Он умер в следующем году в Буэнос-Айресе.

## Сочинения
- 1936 — Sueños de adolescente
- 1939 — Bajo la verde arboleda
- 1950 — Batallas por la democracia (с Osvaldo Chaves)
- 1951 — El orden para la libertad
- 1965 — Diagnosis paraguaya
- 1971 — Psicología del Colonialismo. Imperialismo yanqui-brasilero en el Paraguay
- 1973 — Ideologías de dependencia y segunda emancipación
- 1976 — Lo histórico y lo antihistórico en el Paraguay. Carta a los colorados
- 1979 — Carta a los liberales
- 1980 — Carta a un compañero
- 1983 — Marxismo teórico y utópico. Estructura del neocolonialismo en el Paraguay